# Zora Perello
Zora Perello, protifašistična borka in aktivistka narodnoosvobodilne borbe, * 14. maj 1922, Trst, † 21. februar 1945, Ravensbrück, Nemčija.

## Življenje in delo
Zora Perello (tudi Alba Perello) se je rodila v družini krojača Antonia in šivilje Pavle Perello rojene Kocjančič. Po končani osnovni šoli se je v Trstu vpisala na klasično gimnazijo. Že kot dijakinja je sodelovala s Pinkom Tomažičem in se spoznala z Vojko Šmuc. Gimnazije ni dokončala, ker je bila 2. septembra 1940 prvič aretirana. Po nekaj mesecih preživetih v tržaških zaporih so jo fašistične oblasti izpustile iz zapora, ter ji dodelile dve leti policijskega nadzora. V začetku aprila 1941, nekaj dni pred napadom na Kraljevino Jugoslavijo je bila drugič aretirana in poslana v konfinacijo v kraj Potenza Picena (pokrajina Macerata). V Trst se je vrnila 27. junija 1941. Po vrnitvi je navezala stike z Oskarjem Kovačičem in bila odgovorna za pridobivanje novih aktivistov. Dva dni po usmrtitvi petih protifašistov na Opčinah (Pinko Tomažič, Viktor Bobek, Ivan Ivančič, Simon Kos in Ivan Vadnal) so v šoli Perellovo tretjič aretirali. V tržaškem zaporu je ostala do septembra 1942, potem pa je bila prepeljana v Rim in pred posebnim sodiščem za zaščito države obsojena na 13 let zapora. Kazen je prestajala v glavnem mestu pokrajine Perugia. Po italijanski kapitulaciji 1943 se je vrnila domov ter se čez čas na prigovarjanje znancev umaknila v Brkine, postala članica Zveze komunistične mladine Jugoslavije, 8. marca 1944 pa Komunistične partije Jugoslavije. V Brkinih se je 25. maja 1944 poročila s političnim komisarjem partizanske čete Albinom Godino. Poleti 1944 jo je okrožni odbor Zveze komunistične mladine poslal na organizacijsko delo v Trst, kjer je bila 24. oktobra 1944 ponovno aretirana. Po zasliševanjih in mučenjih v tržaški Rižarni, je bila 2. decembra 1944 najprej odpeljana v koncentracijsko taborišče Auschwitz, nato pa v koncentracijsko taborišče Ravensbrück, kjer je umrla.